# Mikko Kokslien
Mikko Kokslien, né le 10 mars 1985 à Lillehammer, est un athlète du combiné nordique norvégien. Il s'est classé deuxième de la Coupe du monde 2010-2011 derrière Jason Lamy-Chappuis.

## Carrière
Mikko Kokslien fait son apparition au niveau international en janvier 2003 lors d'une manche de Coupe du monde B. Il participe aux Championnats du monde junior en Suède où il est médaillé d'argent par équipes. En 2004, il est titré dans cette même épreuve. L'année suivante, Kokslein participe à sa première course en Coupe du monde à Pragelato puis empoche ses premiers points à Oslo deux jours après. Ensuite, le Norvégien enchaîne les courses en Coupe du monde B remportant quelques épreuves. 
Il est de nouveau intégré dans l'équipe de la Coupe du monde pour la saison 2008-2009, qui le voit atteindre pour la première fois une place dans les dix premiers avec une septième position à Ramsau am Dachstein. Sélectionné aux Championnats du monde de Liberec, il obtient la médaille de bronze dans l'épreuve par équipe avec Petter Tande, Jan Schmid et Magnus Moan. Le 15 mars 2009 à Vikersund (Norvège), il connait son premier podium avec une troisième place à Vikersund.
En 2010, il prend part aux Jeux olympiques de Vancouver se classant 32e et 39e en individuel. L'hiver suivant, Kokslien se révèle par une première victoire obtenue devant son public à Lillehammer. Il poursuit sa saison avec les Championnats du monde d'Oslo, où il est double médaillé de bronze dans les épreuves par équipe. Au classement général de la Coupe du monde, il finit deuxième à 238 points du premier Jason Lamy-Chappuis.
Le 10 mars 2018, il prend sa retraite après la course de coupe du monde d'Holmenkollen.
Connu pour ses qualités de fondeur, Mikko Kokslien réalise plusieurs de ses meilleures courses à la suite de remontées en ski de fond après un classement lointain en saut à ski,.

## Palmarès

### Jeux olympiques d'hiver
| Épreuve / Édition | Épreuve / Édition | Vancouver 2010 | Sotchi 2014 |
| Par équipes       | Par équipes       | -              | -           |
| Gundersen         | PT                | 32e            | 13e         |
| Gundersen         | GT                | 39e            | -           |

### Championnats du monde
| Épreuve / Édition | Épreuve / Édition | Liberec 2009                     | Oslo 2011                        | Val di Fiemme 2013               | Falun 2015                       | Lahti 2017                       |
| Gundersen         | PT + 10 km        | 22e                              | 6e                               | -                                | -                                | 13e                              |
| Gundersen         | GT + 10 km        | 13e                              | 11e                              | 11e                              |                                  |                                  |
| Par équipes       | Par équipes       | Bronze                           | Épreuve inexistante à cette date | Épreuve inexistante à cette date | Épreuve inexistante à cette date | Épreuve inexistante à cette date |
| Par équipes       | PT                | Épreuve inexistante à cette date | Bronze                           | -                                | Argent                           | Argent                           |
| Par équipes       | GT                | Épreuve inexistante à cette date | Bronze                           | 5e                               |                                  |                                  |

### Coupe du monde
- Meilleur classement général : 2e en 2011.
- 39 podiums :
  - 24 podiums individuels, dont 7 victoires ;
  - 15 podiums en relais, dont 8 victoires.

#### Différents classements en Coupe du monde
| Année     | Classement général final |
| 2004-2005 | 58e                      |
| 2007-2008 | 31e                      |
| 2008-2009 | 21e                      |
| 2009-2010 | 26e                      |
| 2010-2011 | 2e                       |
| 2011-2012 | 3e                       |
| 2012-2013 | 7e                       |
| 2013-2014 | 8e                       |
| 2014-2015 | 9e                       |
| 2015-2016 | 22e                      |
| 2016-2017 | 24e                      |
| 2017-2018 | 35e                      |

#### Détail des victoires
| Édition / Épreuve | Gundersen              |
| 2011              | Lillehammer            |
| 2012              | Oberstdorf Almaty (x2) |
| 2013              | Ramsau am Dachstein    |
| 2014              | Chaux-Neuve            |
| 2015              | Lillehammer            |

 Dernière mise à jour le 7 décembre 2014 

### Coupe du monde B & Coupe continentale
- Meilleur classement général : 3e en 2007.
- 11 podiums dont 8 victoires (1 en 2007, 3 en 2008, 3 en 2017 et 1 en 2018).

### Championnat du monde junior
- Solleftea, 2003 : Médaille d'argent de la mass start par équipes K107/4 × 5 km.
- Stryn, 2004 : Médaille d'or de l'épreuve par équipes K90/4 × 5 km.

 Palmarès au 16 mars 2009 